# Asadipus areyonga
Asadipus areyonga is een spinnensoort uit de familie Lamponidae. De soort komt voor in Noordelijk Territorium en Queensland.